# برميل خشبي جاف للتخزين النووي

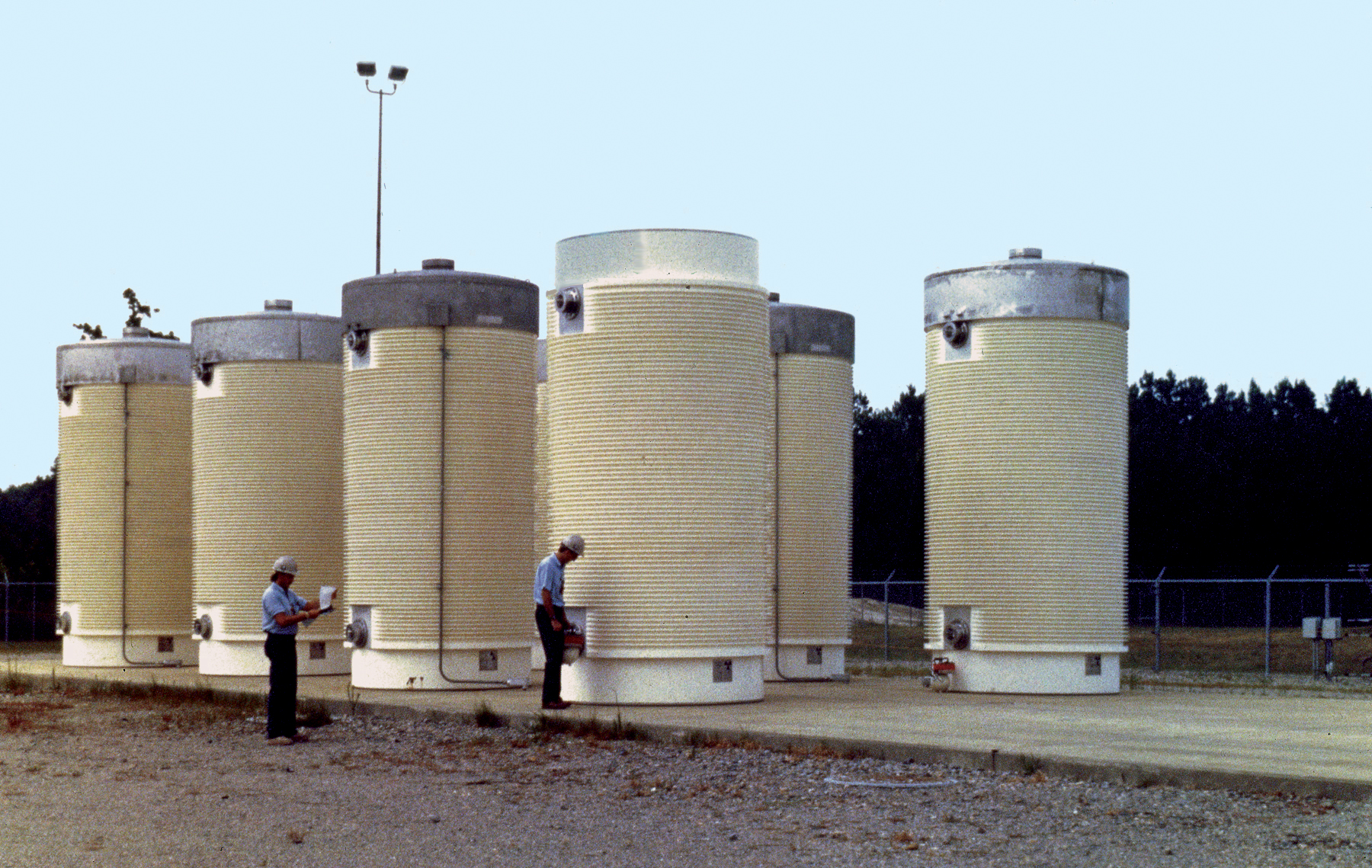
برميل خشبي جاف للتخزين النووي

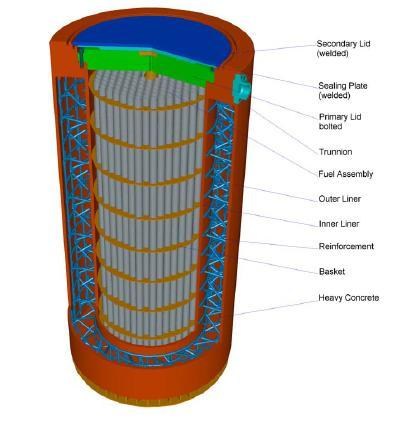
حاوية متعددة الأغراض للتخزين والنقل والتخلص

برميل خشبي جاف للتخزين النووي هو وسيلة لتخزين النفايات المشعة عالية المستوى مثل الوقود النووي المستهلك لمدة سنة على الأقل وغالبًا ما يصل إلى عشر سنوات.

## نبذة
البراميل هي عادة أسطوانات فولاذية إما ملحومة أو مغلقة بمسامير. يحيط بقضبان الوقود الداخل غاز خامل. من الناحية المثالية توفر الأسطوانة الفولاذية احتواء مانع للتسرب للوقود المستهلك.
يحيط بكل أسطوانة مادة إضافية من الصلب أو الخرسانة أو غيرها من المواد لتوفير الحماية من الإشعاع للعمال والمواطنين.

## التصميم
هناك العديد من تصميمات نظام تخزين البرميل الخشبي الجاف. مع بعض التصميمات يتم وضع الأسطوانات الفولاذية التي تحتوي على الوقود عموديًا في قبو خرساني؛ تصمم التصميمات الأخرى الأسطوانات أفقياً.
توفر الخزائن الخرسانية الحماية من الإشعاع. تقوم تصميمات البرميل الخشبي الأخرى بتوجيه الأسطوانة الفولاذية عموديًا على وسادة خرسانية في موقع تخزين البرميل الخشبي الجاف وتستخدم الأسطوانات الخارجية المعدنية والخرسانية في الحماية من الإشعاع.
لا يوجد حاليًا مرفق تخزين دائم طويل الأجل؛ تم تصميم تخزين برميل خشبي جاف كحل مؤقت أكثر أمانًا من تخزين مجموعة الوقود المستهلك.